# Johann Gottlieb Goldberg
Johann Gottlieb Goldberg (født inden 14. marts 1727, død 13. april 1756), også kendt som Johann Gollberg eller Johann Goltberg, var en tysk virtuos på cembalo og orgel og komponist til sene barokkompositioner. Han er bedst kendt for at give navn til Goldbergvariationerne af J.S. Bach, som han muligvis også var den første til at opføre.
Det navn, hvorunder vi i dag kender Goldbergvariationerne blev først kendt i løbet af det 19. århundrede. Det forekommer i Johann Nikolaus Forkels Über Johann Sebastian Bachs Leben, Kunst und Kunstwerke fra 1802, men kan ikke spores i tidligere omtaler af værket. Tilblivelseshistorien er tilsyneladende stykket sammen af informationer fra de to ældste af Bachs sønner. Endeligt bekræftende kilder er dog ikke fundet.
Ifølge Forkel blev Bachs Aria mit verschiedenen Veränderungen skrevet til den russiske gesandt ved Dresdner Hof, Hermann Carl von Keyserling. Cembalisten Goldberg, der var elev af Wilhelm Friedemann Bach og Johann Sebastian Bach, skulle stå for uropførelsen.
Forkel skrev sin biografi i 1802, mere end 60 år efter tilblivelsen, og derfor er dens autenticitet blevet betvivlet, bl.a. med det argument, at Goldberg blot var 14 år på tidspunktet for uropførelsen. På den anden side er titelbladets formulering Clavier-Übungen (klaverøvelser) en indikation af, at variationerne er skrevet for et ungt talent.
Goldberg var i grev Keyserlings tjeneste indtil ca. 1745, hvorefter hans videre arbejde er ukendt indtil 1750, hvor han var med til at opføre et værk af W.F. Bach i 1751. Goldberg blev I dette år ansat af greve Heinrich von Brühl, og han var I dennes tjeneste I resten af sit korte liv, indtil han døde af tuberkulose i en alder af 29. Han blev begravet i Dresden den 15. april 1756.

## Værker
De fleste af hans kompositioner er relativt ukendte. De følgende er bevarede:
- 24 polonaiser med variationer
- Instrumentalkoncert for cembalo
- 5 triosonater
- Forskellige kantater

## Eksterne links
- Frie noder af Johann Gottlieb Goldberg i International Music Score Library Project